# 吳伯與
吳伯與（1556年—?），字福生，號師每，直隸寧國府宣城縣人。明朝政治人物。

## 生平
好读书，每夜嚮晨拥衾假寐，覺醒復讀，以是得疾。萬曆四十年（1612年）壬子科應天鄉試舉人，萬曆四十一年（1613年）聯捷癸丑科進士，年已五十八。
礼部觀政，四十三年授户部主事，四十五年管御馬监草场，四十六年主考山東鄉試，四十七年升陕西司员外、郎中，大同管粮，天啓二年（1622年）出为浙江布政司參議、分守杭嚴道。遷廣東按察使司副使，保留杭嚴道，五年拾遺去職。崇祯二年（1629年）起为湖廣参议，三年升江西副使。